# Pieles Rojas IPN
Los Pieles Rojas son un equipo de fútbol americano de México. Fue fundado en 1971. Inicialmente fue una escuadra privada "Club" representativa de una organización de la colonia Lindavista, denominada Acción Deportiva, y después pasó a ser Pieles Rojas como hasta este 2017. No obstante su brillante participación en las competencias de la Liga Mayor de la ONEFA, obtuvo dos Campeonatos Nacionales (1975 y 1989) y varios más en los noventa, en la Conferencia Nacional. Su primer entrenador y fundador, Manuel Rodero, está considerado como uno de los mejores coaches del país en toda la historia. Sus equipos son considerados los más completos y mejor entrenados de la historia en México, son el referente que cambió la historia al fútbol americano en México.